# Yohei Takai
Yohei Takai –en japonés, 高井 洋平, Takai Yohei– (27 de agosto de 1982) es un deportista japonés que compitió en judo. Ganó una medalla de bronce en el Campeonato Mundial de Judo de 2005, y una medalla de bronce en los Juegos Asiáticos de 2006.

## Palmarés internacional
| Campeonato Mundial | Campeonato Mundial | Campeonato Mundial | Campeonato Mundial |
| Año                | Lugar              | Medalla            | Categoría          |
| ------------------ | ------------------ | ------------------ | ------------------ |
| 2005               | El Cairo (Egipto)  | Medalla de bronce  | Abierta            |
| Juegos Asiáticos   |                    |                    |                    |
| Año                | Lugar              | Medalla            | Categoría          |
| 2006               | Doha (Catar)       | Medalla de bronce  | Abierta            |